# Giro d’Italia 1932

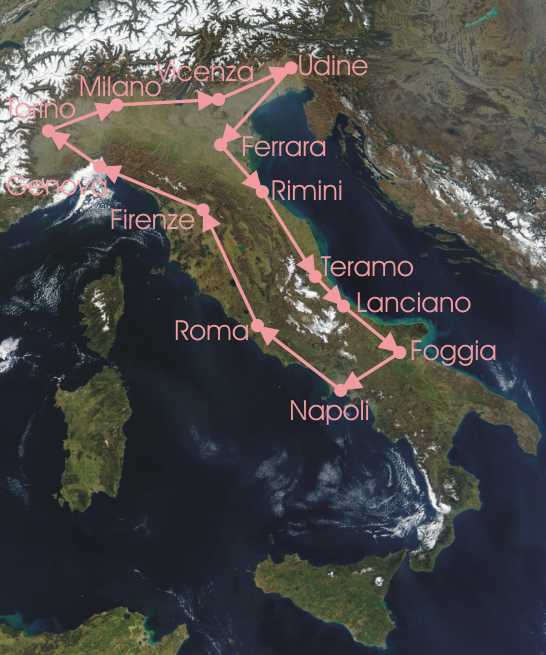
Streckenverlauf des Giro

Der 20. Giro d’Italia fand vom 14. Mai bis 5. Juni 1932 statt. 
Das Radrennen bestand aus 13 Etappen mit einer Gesamtlänge von 3.225 Kilometern, der Start erfolgte in Mailand. Von 119 Teilnehmern erreichten 65 das Ziel. Am Start waren neben den italienischen Fahrern sechs Franzosen, fünf Schweizer, vier Deutsche und drei Belgier. 
Der Berliner Hermann Buse gewann die 2. Etappe von Vicenza nach Udine und war für fünf Tage Träger des Rosa Trikot. Antonio Pesenti errang den Giro-Sieg mit 11'09" Vorsprung vor Jeff Demuysere. 
Die Mannschaftswertung gewann das Team Legnano.

## Etappen
| Etappe | Von      | Nach     | km  | Etappensieger    | Rosa Trikot     |
| ------ | -------- | -------- | --- | ---------------- | --------------- |
| 1.     | Mailand  | Vicenza  | 207 | Learco Guerra    | Learco Guerra   |
| 2.     | Vicenza  | Udine    | 183 | Hermann Buse     | Hermann Buse    |
| 3.     | Udine    | Ferrara  | 225 | Fabio Battesini  | Hermann Buse    |
| 4.     | Ferrara  | Rimini   | 215 | Learco Guerra    | Hermann Buse    |
| 5.     | Rimini   | Teramo   | 286 | Raffaele Di Paco | Hermann Buse    |
| 6.     | Teramo   | Lanciano | 220 | Learco Guerra    | Hermann Buse    |
| 7.     | Lanciano | Foggia   | 280 | Antonio Pesenti  | Antonio Pesenti |
| 8.     | Foggia   | Neapel   | 217 | Learco Guerra    | Antonio Pesenti |
| 9.     | Neapel   | Rom      | 265 | Learco Guerra    | Antonio Pesenti |
| 10.    | Rom      | Florenz  | 321 | Ettore Meini     | Antonio Pesenti |
| 11.    | Florenz  | Genua    | 276 | Remo Bertoni     | Antonio Pesenti |
| 12.    | Genua    | Turin    | 267 | Ettore Meini     | Antonio Pesenti |
| 13.    | Turin    | Mailand  | 271 | Learco Guerra    | Antonio Pesenti |

## Gesamtwertung
1. Antonio Pesenti ( Königreich Italien) in 105h42'41" in 30,594 km/h
2. Jef Demuysere ( Belgien) 11' 09" zurück
3. Remo Bertoni ( Königreich Italien) 12' 27" zurück
4. Learco Guerra ( Königreich Italien) 16' 34" zurück
5. Kurt Stöpel ( Deutsches Reich) 17' 21" zurück
6. Michele Mara ( Königreich Italien) 17' 48" zurück
7. Alfredo Binda ( Königreich Italien) 19' 27" zurück
8. Luigi Barral ( Königreich Italien) 25' 01" zurück
9. Felice Gremo ( Königreich Italien) 27' 24" zurück
10. Renato Scorticati ( Königreich Italien) 37' 56" zurück